# Palais Rohan (Straßburg)

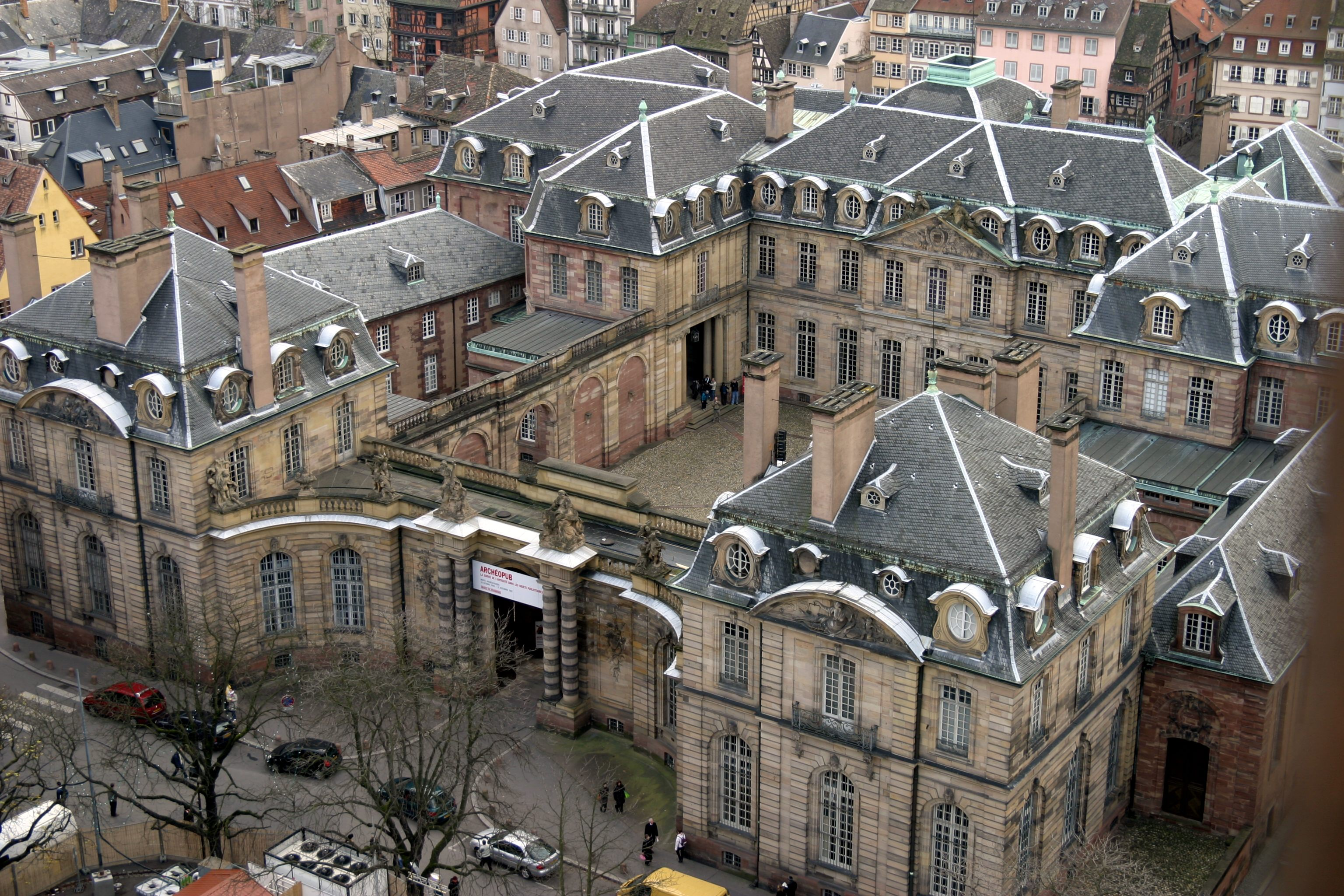
Gesamtansicht von der Münsterplattform aus

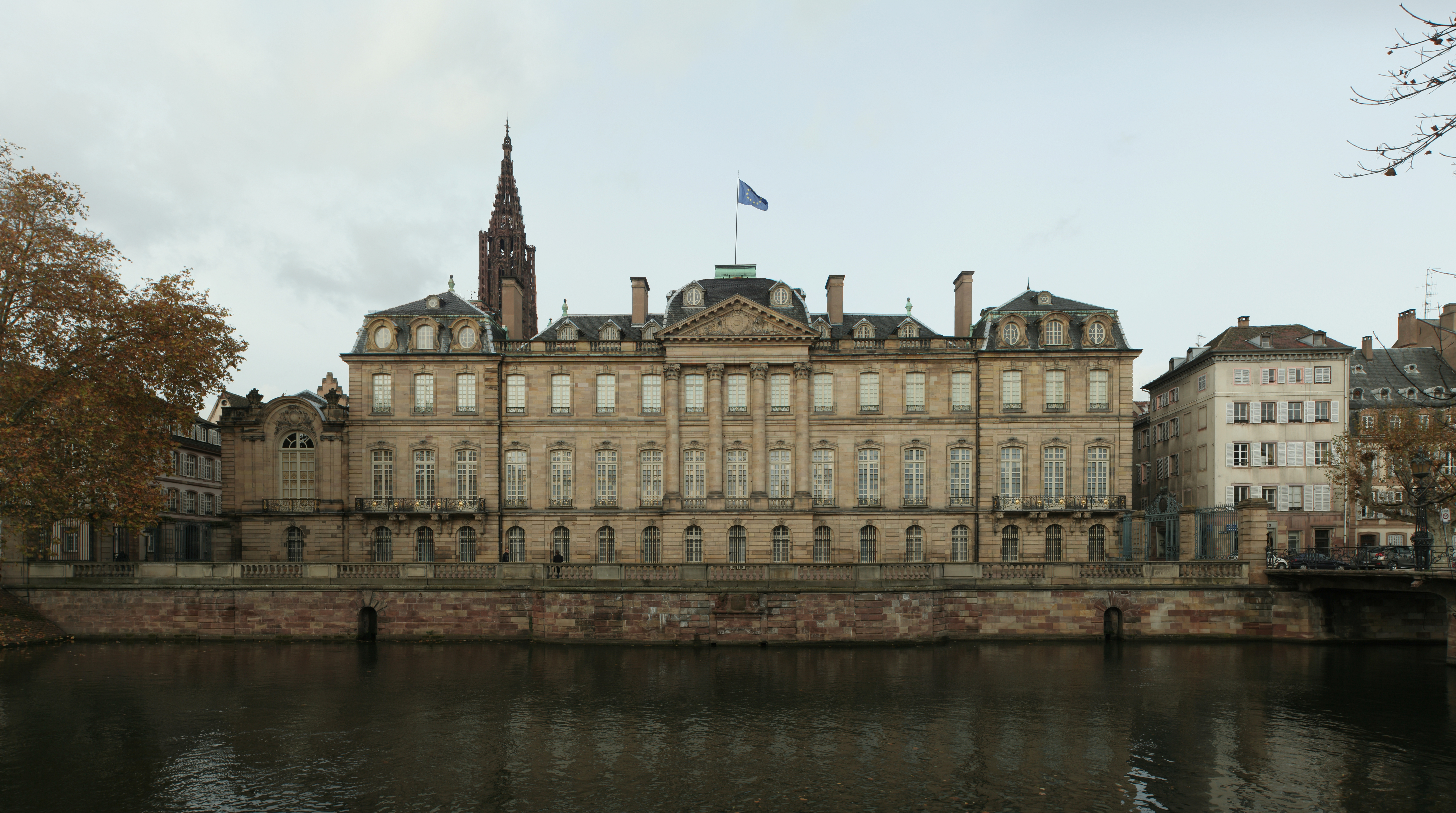
Fassade zur Ill hin

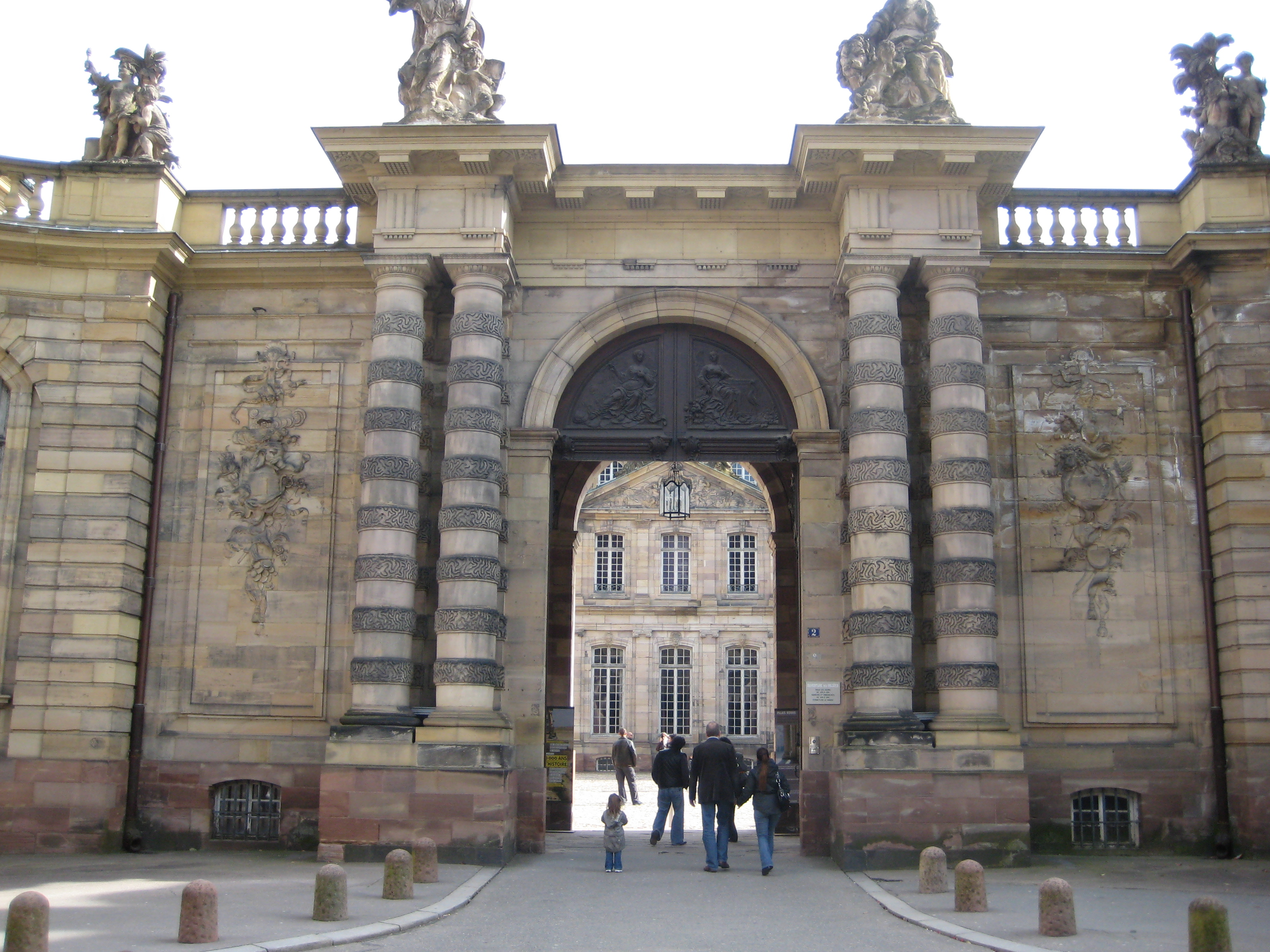
Der Haupteingang, Statuen: Johann August Nahl d. Ä. (nicht gesichert)

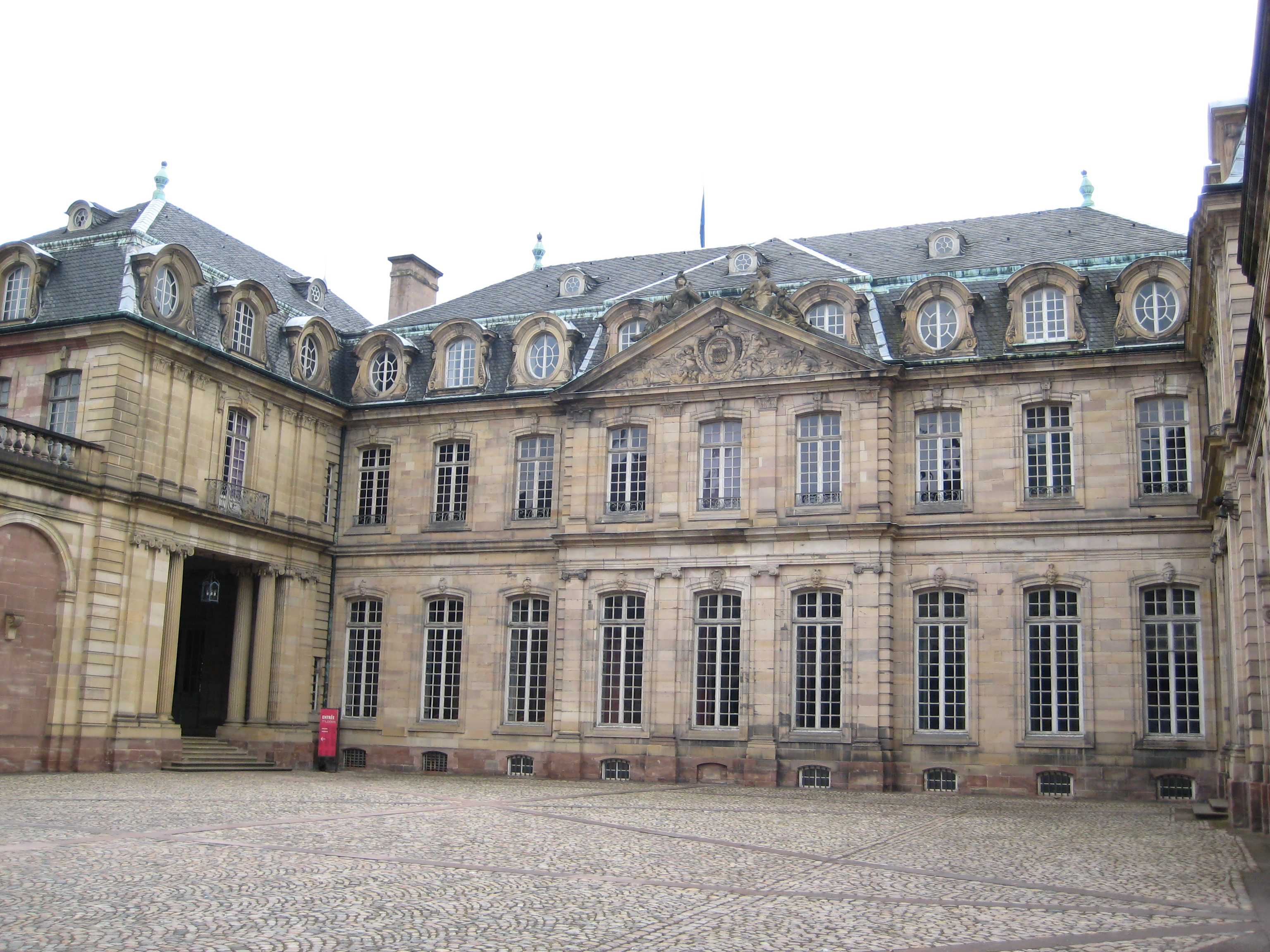
Fassade zum Innenhof hin

Der Rohan-Palast (französisch: Palais Rohan) ist eines der bedeutendsten Bauwerke der Stadt Straßburg im Elsass. Er stellt nicht nur nach verbreiteter kunsthistorischer Ansicht den Höhepunkt örtlicher Barockarchitektur dar, sondern beherbergt auch seit Ende des 19. Jahrhunderts drei der wichtigsten Museen der Stadt: das Archäologische Museum (Musée archéologique; im Untergeschoss), das Kunstgewerbemuseum (Musée des Arts décoratifs; im Erdgeschoss) und das Museum für schöne Künste (Musée des Beaux-arts; im ersten und zweiten Stock). In einem Seitenflügel befindet sich zudem die städtische Galerie Robert Heitz.

## Geschichtlicher Überblick
Der Palast wurde 1731 bis 1742 im Auftrag des Kardinals Armand-Gaston-Maximilien de Rohan-Soubise vom Architekten Joseph Massol (1706–1771) nach einer Bauvorlage von Robert de Cotte an der Stelle errichtet, auf der sich zuvor die ehemalige Bischofsresidenz der Erzbischöfe von Straßburg erhoben hatte, das sogenannte Palatium (erbaut ab 1262). Der neue Palast diente den vier (von 1704 bis 1803) aufeinander folgenden Fürstbischöfen und Kardinälen aus der Familie Rohan als Stadtresidenz, während das Schloss Mutzig und das Schloss Saverne fürstbischöfliche Landsitze waren.
1744 hielt sich Ludwig XV. im Palast auf, 1770 Marie-Antoinette auf ihrem Brautzug von Wien nach Versailles. 1805, 1806 und 1809 hielt sich Napoleon Bonaparte im Palast auf und ließ einige Räume nach seinem Geschmack und jenem seiner Frau Joséphine de Beauharnais umgestalten. 1810 verbrachte seine zukünftige zweite Frau Marie-Louise von Österreich ihre erste Nacht auf französischem Boden in dem Palast. 1828 hielt sich dort auch König Charles X. auf.
1872 bis 1898 diente der Palast, bis zur Er- und Einrichtung der neuen Kaiser-Wilhelms-Universität als Hauptgebäude der nunmehr kaiserlich-deutschen Universität Straßburg. Ab 1898, und im Zuge der Neuherstellung der im Deutsch-Französischen Krieg vollständig vernichteten Kunstsammlungen der Stadt (die zuvor in der am 24. August 1870 nach preußischem Artilleriebeschuss abgebrannten Aubette am Kléberplatz aufbewahrt waren) wurde der Palast zum Sitz der nunmehr kaiserlichen Museen Straßburgs.
Am 11. August 1944 wurde das Gebäude von britischen und amerikanischen Bomben beschädigt. Die Wiederherstellung der Räumlichkeiten wurde erst in den 1990er Jahren abgeschlossen.

## Anlage
Der auf einer nahezu quadratischen, zur Ill abfallenden Grundfläche errichtete Palast gliedert sich um einen durch eine Galerie dreigeteilten Innenhof herum. Südlich davon und über die ganze Breite des Gebäudes erstreckt sich der erzbischöflich-fürstliche Haupttrakt mit seinen zwei repräsentativen klassizistischen Fassaden. Am aufwändigsten gestaltet und vom Gesamteindruck her überwältigender ist dabei die zur Ill hin errichtete Fassade, vor der sich eine kleine Flachterrasse mit schmiedeeisernen Gittern zu beiden Seiten erstreckt. Das Hoftor zum Münster hin ist als breite, geschwungene Anlage mit religiös programmatischen Skulpturendach gestaltet.
Die erzbischöflich-fürstlichen Gemächer, die heute in nahezu originalgetreuem Zustand zu besichtigen sind, gliedern sich wie im Schloss Versailles in Grand appartement (Schauräume, zum Fluss hin) und Petit appartement (Wohnräume, zum Innenhof hin). Beidseitig von den zwei Zimmerfluchten befinden sich die zwei weiträumigsten Räume des Palastes, der Speisesaal und die Bibliothek, die sich beide über die gesamte Längsachse des Trakts erstrecken. Die Bibliothek dient zudem der sehr klein angelegten Schlosskapelle als Kirchenschiff.